# Американская академия изобразительных искусств
Американская академия изобразительных искусств (англ. American Academy of the Fine Arts) — художественное учреждение в США, созданное с целью поощрения признания художников и преподавания классического стиля в искусстве. Первоначально в ней выставлялись копии классических произведений, чтобы молодые художники изучали художественную классику.

## История
Была основана в 1802 году бывшим мэром Нью-Йорка Ричардом Вариком и Джулианом Верпланком, будущим влиятельным политиком штата и страны. При создании академия называлась New York Academy of the Fine Arts. 
Академия была достаточно консервативной организацией. Возглавлявший её в 1817—1836 годах художник Джон Трамбулл проповедовал классические идеалы искусства и прослыл тираном отношению к молодым художникам. Такая ситуация привела к недовольству молодых художников, отколовшихся в отдельную группу. В 1825 году они ушли из Американской академии изобразительных искусств и организовали Национальную академию дизайна, также находящуюся в Нью-Йорке. Американская академия заявила, что сожалеет об этом решении молодых художников, но подтвердила свои традиции. В конечном итоге количество студентов, обучающихся в академии, значительно уменьшилось, и в 1841 году она закрылась. Национальная академия дизайна продолжает существовать и в настоящее время, являясь важным институтом в американской культуре.

## Интересный факт
В 1818 году Трамбулл от имени Американской академии заказал портрет своего бывшего учителя и наставника — художника Бенджамина Уэста, у другого художника — Томаса Лоуренса, считавшегося элитным английским портретистом. Лоуренс установил цену за свою работу в 400 гиней. По одной из версий, чтобы заплатить за эту работу, Джон Трамбул открыл подписной фонд и оплатил готовую работу в 1822 году. По второй версии, Лоуренс написал эту работу в обмен на членство в Американская академия изобразительных искусств.